# Гильгенберг-ам-Вайльхарт
Гильгенберг-ам-Вайльхарт (нем. Gilgenberg am Weilhart) — коммуна (нем. Gemeinde) в Австрии, в федеральной земле Верхняя Австрия.
Входит в состав округа Браунау-ам-Инн.  Население составляет 1233 человека (на 31 декабря 2005 года). Занимает площадь 27 км². Официальный код  —  40410.

## Политическая ситуация
Бургомистр коммуны — Франц Пемвизер (FWP) по результатам выборов 2003 года.
Совет представителей коммуны (нем. Gemeinderat) состоит из 19 мест.
- АНП занимает 8 мест.
- другие: 5 мест.
- АПС занимает 3 места.
- другие: 2 места.
- СДПА занимает 1 место.